# جو گدستون
جو گدستون (انگلیسی: Joe Gadston؛ زادهٔ ۱۳ سپتامبر ۱۹۴۵) بازیکن فوتبال اهل بریتانیا است.
از باشگاه‌هایی که در آن بازی کرده‌است می‌توان به باشگاه فوتبال وستهام یونایتد، باشگاه فوتبال هارتل پول یونایتد، باشگاه فوتبال ویمبلدون، باشگاه فوتبال چلتنهام تاون، باشگاه فوتبال بریستول راورز، باشگاه فوتبال کوربی تاون، باشگاه فوتبال اکستر سیتی، باشگاه فوتبال والتون اند هرشام، باشگاه فوتبال سلو تاون، باشگاه فوتبال هنول تاون، باشگاه فوتبال برنتفورد، و باشگاه فوتبال توکینگتون مانور اشاره کرد.